# Kortrijk Spurs in het seizoen 2023/24
Het seizoen 2023/2024 was het 5e jaar in het bestaan van de Kortrijkse basketbalclub Kortrijk Spurs en de eerste in de BNXT League.

## Seizoen
Kortrijk speelde voor een eerste seizoen in de BNXT League. Na het vorige seizoen verlieten volgende spelers de club: Dani Koljanin, Robbe Naudts en Brecht Guillemyn. De Kroatrische Amerikaan Nikolas Tomsick verlengde zijn contract net zoals Mathieu Coucke, Yarick Brussen, Niels De Ridder en Sean Pouedet. Als versterkingen werden de Amerikanen Paul Atkinson Jr., Jamarius Burton, Jayden Gardner en De'Vondre Perry aangetrokken. Daarnaast tekende ook Seppe D'Espallier die overkwam van Antwerp Giants. In oktober 2023 tekende de Amerikaan Brevin Pritzl als vervanger van de geblesseerde Nikolas Tomsick.
Begin februari 2024 werd coach Christophe Beghin aan de kant gezet en nam Jeff Nolmans over tot aan het einde van het seizoen. De Spurs wisten zich niet te kwalificeren voor de nationale play-offs. Ze werden in de achtste finales van de Beker van België uitgeschakeld door Liège Basket.

## Selectie
Antwerp Giants ·
BAL ·
Union Mons-Hainaut ·
Den Helder Suns ·
Donar ·
Feyenoord ·
Heroes Den Bosch ·
Kangoeroes Basket Mechelen ·
Kortrijk Spurs ·
Landstede Hammers ·
Leuven Bears ·
Liège Basket ·
Limburg United ·
LWD Basket ·
Okapi Aalst ·
Oostende ·
Brussels Basketball ·
Spirou Charleroi ·
Yoast United ·
ZZ Leiden